# Атаки 26/11
«Атаки 26/11» (англ. The Attacks of 26/11) — индийский фильм в жанре триллера и докудрамы, снятый по мотивам событий нападений террористов на Мумбаи в 2008 году. Режиссёр Рам Гопал Варма. Фильм стал дебютом для Санджива Джайсвала, сыгравшего роль террориста Аджмала Касаба. Другую главную роль — комиссара полиции сыграл Нана Патекар.

## Сюжет
Комиссар полиции даёт объяснения комиссии по поводу террористических актов в Мумбаи.
Индийский рыболовный траулер «MV Kuber» уходит далеко в море в поисках косяков редкой рыбы. Уже в пакистанских водах рыбаки встречают пакистанский траулер «Мохаммед», его команда просит индийских рыбаков о помощи. Однако рыбаки попадают в ловушку, террористы, ехавшие на траулере, переводят весь экипаж на своё судно (и затем всех убивают), а капитану и его подручному приказывают везти отряд из десяти человек к Мумбаи. Достигнув побережья, террористы хладнокровно расправляются с рыбаками, пересаживаются в лодку и уже с наступлением сумерек высаживаются на берегу. Они тут же разделяются на двойки и ловят такси, разъехавшись по различным целям.
Двое террористов, подложив бомбу в машине раздражавшего их дружелюбного таксиста, расстреливают из автоматов посетителей кафе «Леопольд», но части людей удаётся укрыться на втором этаже и в подсобках. Две двойки террористов объединяются и устраивают побоище в отеле «Тадж-Махал-палас».
Двое боевиков Аджмал и Абдулла расстреливают пассажиров на железнодорожном вокзале Чхатрапати-Шиваджи. Неподготовленные вокзальные полицейские погибают в перестрелке с террористами. Затем террористы проходят через трущобы (застрелив бедняка, у которого попросили напиться) к больнице Нама, куда должны свозить пострадавших, но дежурному врачу удаётся заметить их и вывести часть людей. Полиция прибывает к заднему входу, но террористам удаётся уничтожить полицейских и вырваться наружу. Они расстреливают экипаж полицейской машины и захватывают её, но продырявленное пулями колесо вскоре лопается. Один из полицейских притворившийся убитым, замечает, как террористы пересаживаются в другую машину и сообщает командованию. Дорожная полиция успевает перекрыть дорогу, полицейские расстреливают машину террористов, не дав ей скрыться. Тем не менее, уцелевший Аджмал смертельно ранит полицейского, вытащившего его из машины.
Комиссар допрашивает Аджмала. К нему прибывают командиры прибывшего из Дели отряда Гвардии национальной безопасности. Несмотря на риск минирования отеля «Тадж-Махал-палас» комиссар посылает гвардейцев в бой, они уничтожают оставшихся террористов. Аджмал просит поместить его вместе со своими товарищами, захваченными по словам комиссара в плен. Полиция доставляет его в морг, где комиссар показывает ему тела убитых террористов и пользуясь незаурядным знанием ислама высказывает, что он думает о заблуждениях таких фанатиков-убийц как Аджмал.
21 ноября 2012 года Аджмал восходит на эшафот тюремной виселицы. Комиссия назначает комиссара главой антитеррористического отряда.

## В ролях
- Нана Патекар — Ракеш Мария[англ.], комиссар полиции Мумбаи[4][9]
- Садх Орхан — Абу Исмаил
- Санджив Джайсвал — террорист Аджмал Касаб
- Атул Гаванди — Абу Умер
- Ашиш Бхатт — Шоаиб
- Мак Мкеш Трипатхи — Бабар Имран
- Атул Кулкарни — инспектор полиции Шайнд
- Джитендра Джоши — констебль
- Ганеш Ядав — Амар Сингх Соланки, капитан траулера MV Kuber
- Фарзад Джехани — в роли самого себя, владелец кафе «Леопольд»
- Шахаб Хан — инспектор полиции в Cama Hospital
- Джасбир Тханди — Хемант Каркаре, глава антитеррористического подразделения Мумбаи

## Производство
30 декабря 2008 года режиссёр Рам Гопал Варма нанёс визит в разрушенный терактами отель «Тадж-Махал-палас», что вызвало повсеместное осуждение. Варма объяснил что его визит произошёл по стечению обстоятельств, но позднее извинился за свой визит до выпуска фильма.
Фильм был снят на настоящих местах теракта.
Копия отеля Тадж Махал созданная под руководством художественного руководителя Удая Сингха обошлась в 40 млн. рупий. Варма проверил 500 человек на пробах и выбрал Санджиба Джайсвала на роль террориста Аджмала Касаба. Варма также попросил полицейских просмотреть 15-минутный трейлер фильма. Действие фильма происходит ночью с 21 часа до часу ночи, когда был захвачен Касаб. Стрельба показанная на вокзале стала последним киновоплощением этого события. Владелец кафе «Леопольд» сыграл самого себя в фильме. Актёры, сыгравшие в фильме лично встретились с пострадавшими, изучали материалы, включавшие показания очевидцев, заявления полицейских, материалы судебных заседаний, списки расходов, материалы автора Ромила Сахены.
Семиминутный проморолик фильма появился в интернете 23 ноября 2012 года. Режиссёр организовал специальный просмотр фильма для Джохара Карана и Ракеша Марии. Также был показан трейлер фильма «Сатья-2».
Первый просмотр фильма состоялся 17 января 2013 года. Центральное управление по сертификации фильмов не стало подвергать фильм цензуре, выдав сертификат «Только для взрослых». Премьера фильма состоялась на Берлинском кинофестивале в разделе конкурсов. 1 марта 2013 года фильм вышел в мировой прокат, получив смешанные отзывы.

## Саундтрек
Первая песня фильма прозвучала в кафе «Леопольд» 11 февраля 2013 года, как раз в то время, когда начались террористические атаки на кафе и город Мумбаи. Всего в альбоме 4 песни. Рам Гопал Варма исполнил песню «Nethutti Ruchi Mariginda» в версии фильма на языке телугу.
Джоджиндер Тутея из Bollywood Hungama дал [треку] 2 звезды из пяти и заявил, что кроме «Maula Maula» остальные песни обычны для прослушивания и могут лишь в некоторой степени улучшить повествование фильма.
| №  | Название                | Текст песни   | Исполнители                           | Длительность |
| -- | ----------------------- | ------------- | ------------------------------------- | ------------ |
| 1. | «Maula Maula»           | Иршад Камил   | Сукхвиндер Сингх, Рушин Далал         | 5:05         |
| 2. | «Aatanki Aaye»          | Джасприт Джаз | Шрея Гхошал, Шабаб Сабри, Аман Трикха | 2:45         |
| 3. | «Khoon Kharaba Tabaahi» | Рашид Икбал   | Чаитра Амбадипуди                     | 5:54         |
| 4. | «Raghupati Raghav»      | Иршад Камил   | хор                                   | 5:45         |
| 5. | «Nazam track 26/11»     | Лиакат Джафри | хор                                   | 3:15         |

## Критика
В 2024 году фильм удерживал рейтинг в 0 % по данным семи обзоров на сайте Rotten Tomatoes, аудитория дала оценку в 55 %.
Субхаш К. Джха из Deccan Herald дал фильму 4 звезды из пяти, назвав фильм «работой с захватывающим резонансом» и «одним из лучших фильмов недавнего времени на тему терроризма». Решам Сенгар из Zee News назвал фильм «трогательным наброском ужасной террористической атаки» и дал фильму 4 звезды из пяти. Таран Адарш из Bollywood Hungama дал фильму 3,5 звезды из пяти и назвал фильм «Мощным пересказом печального исторического события».
Вайханаси Панде Даниэл из Rediff.com дал фильму 2,5 звезды из пяти, заявив: «У меня возникла головная боль. В моих ушах всё ещё звенит. Тошнота только что отпустила». Мадхурита Мукерджи из The Times of India заявила: «В то время как мысль мучительна, ужас уже не осязается, казнь не выглядит такой глубокой как настоящая трагедия» и дал фильму 2,5 звезды из пяти. Сайбал Чатерджи из NDTV дал фильму 2,5 звезды из пяти, назвав фильм «смотрибельным» и сказал «Рам Гопал Варма всё ещё не показал своих лучших результатов и The Attacks of 26/11 — неадекватный триумф».
В своём обзоре Раджив Масанд из CNN-IBN дал фильму 1,5 звезды из пяти, отметив, что фильм «часто напоминает аляповатый фильм категории В» и «эксплуатирует трагедию». В обзоре Анупамы Чопры для Hindustan Times фильм получил 2,5 звезды из пяти, и автор отметила, что «мощная тема размыта неэффективным повествованием».
Была отмечена игра актёра Нана Патекара. В обзоре Firstpost написано: «Нана собирает фильм вместе. Он чувствует каждую строчку, которую он произносит. Его сердце кровоточит за каждого из 166 погибших той ночью. Когда он подавленным голосом говорит Касабу: „У меня сын твоего возраста“ он не обманывает. Его выступление выходит далеко за рамки актёрской игры».